# Percy Lorenzo Galván Flores
Percy Lorenzo Galván Flores (Tomás Frías, 10 agosto 1965) è un arcivescovo cattolico boliviano, dal 23 maggio 2020 arcivescovo metropolita di La Paz.

## Biografia

### Formazione e ministero sacerdotale
Dopo gli studi liceali, è entrato nel seminario di Sucre nel 1984, proseguendo i suoi studi di filosofia e di teologia nel seminario nazionale "San José" di Cochabamba. È stato ordinato ordinato sacerdote il 18 luglio 1991 nella cattedrale di Sucre. Successivamente ha perfezionato i suoi studi, conseguendo nel 2001 la licenza in teologia biblica presso la Pontificia Università Gregoriana di Roma.
Dal 2001 al 2005 è stato rettore del seminario arcidiocesano "San Cristóbal" di Sucre, mentre l'8 settembre 2005 è stato nominato vicario generale dell'arcidiocesi di Sucre per tre anni, al termine dei quali è stato incaricato di preparare il VI sinodo arcidiocesano.

### Ministero episcopale
Il 2 febbraio 2013 papa Benedetto XVI lo ha nominato prelato di Corocoro.
Ha ricevuto l'ordinazione episcopale il 1º maggio successivo dalle mani dell'arcivescovo emerito di Sucre Jesús Gervasio Pérez Rodríguez, co-consacranti il nunzio apostolico in Bolivia Giambattista Diquattro e il prelato emerito di Corocoro Toribio Ticona Porco.
Il 18 novembre 2017 ha compiuto la visita ad limina.
Il 23 maggio 2020 papa Francesco lo ha promosso arcivescovo metropolita di La Paz, succedendo al predecessore Edmundo Luis Flavio Abastoflor Montero, dimessosi per raggiunti limiti d'età. Ha preso possesso dell'arcidiocesi il 1º settembre successivo.

## Genealogia episcopale e successione apostolica
La genealogia episcopale è:
- Cardinale Scipione Rebiba
- Cardinale Giulio Antonio Santori
- Cardinale Girolamo Bernerio, O.P.
- Arcivescovo Galeazzo Sanvitale
- Cardinale Ludovico Ludovisi
- Cardinale Luigi Caetani
- Cardinale Ulderico Carpegna
- Cardinale Paluzzo Paluzzi Altieri degli Albertoni
- Papa Benedetto XIII
- Papa Benedetto XIV
- Cardinale Enrico Enriquez
- Arcivescovo Manuel Quintano Bonifaz
- Cardinale Buenaventura Córdoba Espinosa de la Cerda
- Cardinale Giuseppe Maria Doria Pamphilj
- Papa Pio VIII
- Papa Pio IX
- Cardinale Alessandro Franchi
- Cardinale Giovanni Simeoni
- Cardinale Antonio Agliardi
- Cardinale Basilio Pompilj
- Cardinale Adeodato Piazza, O.C.D.
- Cardinale José Clemente Maurer, C.SS.R.
- Arcivescovo Jesús Gervasio Pérez Rodríguez, O.F.M.
- Arcivescovo Percy Lorenzo Galván Flores

La successione apostolica è:
- Vescovo Basilio Mamani Quispe (2022)
- Vescovo Mario Luis Durán Berríos (2022)
- Vescovo Pedro Luis Fuentes Valencia, C.P. (2022)